# Edith Piaf: Életem
Az Életem (eredeti francia címén Ma Vie) egy életrajzi könyv, mely szövegét Édith Piaf diktálta Jean Nolinak, aki lejegyezte azt, mivel Piaf már nagyon beteg volt. Őszintén meséli el az életét, hibáit, és csak a saját véleményét mondja el, nem érdeklik mások mit gondolnak majd róla. 1964-ben adták ki Párizsban (Piaf halála után 1 évvel), majd 1989-ben hazánkban is megjelent Edith Piaf: Életem címmel (ford. Szentgyörgyi Rita; Múzsák, Bp., 1989).